# Balli Kombëtar
O Balli Kombëtar (literalmente Frente Nacional) foi um movimento de resistência nacionalista albanês,   colaboracionista com o Eixo e anticomunista durante a Segunda Guerra Mundial. Foi liderado por Ali Këlcyra e por Midhat Frashëri. O movimento foi formado por membros da elite proprietária de terras, nacionalistas liberais que se opõem ao comunismo e outros setores da sociedade na Albânia. O lema do Balli Kombëtar era: "Shqipëria Shqiptarëve, Vdekje Tradhëtarëve" (Albânia para os albaneses, Morte aos traidores).  Eventualmente, o Balli Kombëtar juntou-se ao governo-fantoche estabelecido pelos nazistas e lutou como aliado contra grupos guerrilheiros comunistas. O Balli Kombëtar envolveu-se em atos de terror significativos que culminaram em atrocidades cometidas contra civis sérvios e gregos.    

## História

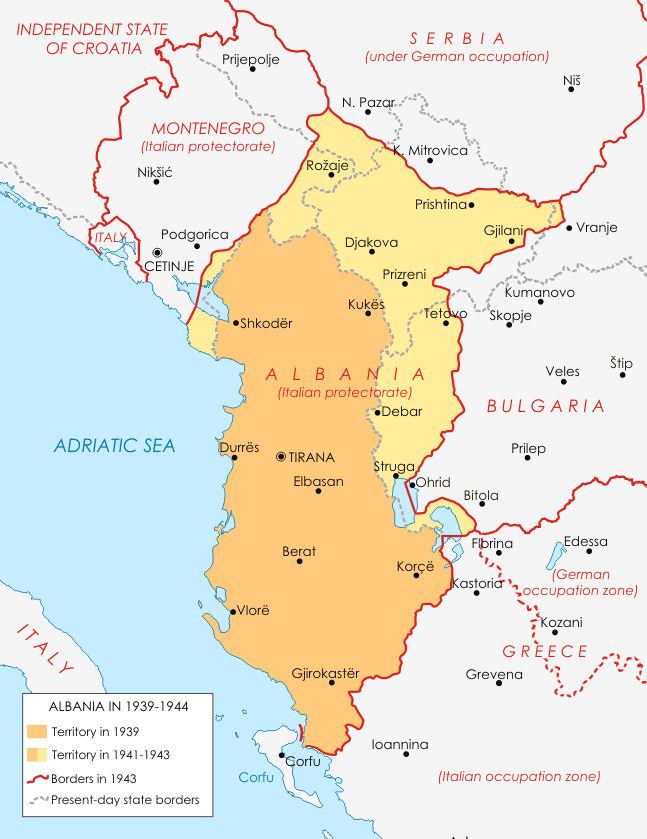
O Protetorado Italiano da Albânia estabelecido pela Itália em agosto de 1941

Embora Këlcyra e Frashëri tivessem iniciado ações de oposição contra as autoridades italianas quase desde o início da ocupação fascista em 1939, praticamente não tinham desenvolvido qualquer organização militar para a luta aberta contra o invasor. Os nacionalistas albaneses, a partir do final de 1942, iniciaram uma luta irregular contra as guarnições italianas.
O Balli Kombëtar foi fundado oficialmente em novembro de 1942, unindo-se aos esforços de uma série de nacionalistas. Tentou chegar a um acordo com os partidários albaneses de filiação comunista, liderados por Enver Hoxha e agrupados no “Movimento de Libertação Nacional” (LANÇ, na sigla em albanês), tentando atraí-los para a causa nacionalista. No entanto, o Balli Kombëtar condenou qualquer cooperação do LNC com os guerrilheiros iugoslavos, que considerava inimigos naturais da Albânia, o que em breve seria um rompimento do acordo.
Com a Itália à beira da derrota em 1943, o Movimento de Libertação Nacional Albanês (LANÇ) e o Balli Kombëtar organizaram uma reunião na aldeia de Mukje. O Balli Kombëtar firmou uma frágil aliança com o LANÇ, liderado pelos comunistas, e atuou como um grupo de resistência contra os italianos.  Após o Acordo de Mukje, a vaga tolerância mútua que existia entre os Balistas e o LANÇ evaporou rapidamente. Os Aliados também não podiam garantir que o Kosovo faria parte da Albânia,  porque defendiam a restauração das nações ocupadas sob as suas fronteiras tal como existiam antes da Segunda Guerra Mundial.
Apesar da sua atitude morna para com os Aliados, os Balistas temiam que uma vitória Aliada na guerra pudesse resultar na vitória do LANÇ e no controlo comunista da Albânia.  Sua atitude morna em relação aos britânicos também foi fomentada por seu desejo de preservar o estado albanês unido ocupado sob as fronteiras traçadas pelos italianos em 1941, pois eles se opunham amargamente e temiam a perda de Kosovo e Debar para a Iugoslávia mais uma vez, e temiam que os Aliados, no seu apoio aos gregos, poderiam impedi-los de reivindicar Chameria e privá-los das suas províncias do sul de Korçë e Gjirokaster, o coração do seu movimento de libertação.  Eles consideravam os iugoslavos e os gregos como seus verdadeiros inimigos. 
O Acordo de Mukje desencadeou imediatamente uma reação hostil do representante iugoslavo na Albânia, Svetozar Vukmanoviċ. Ele denunciou o acordo e pressionou o LANÇ para que o reputasse imediatamente,   e o líder comunista iugoslavo Milovan Đilas posteriormente descreveu os Balli Kombëtar como "fascistas albaneses". 
Os Balli Kombëtar, que haviam lutado contra os italianos, foram ameaçados pelas forças superiores do LANÇ e dos Partisans iugoslavos, que eram apoiados pelos Aliados.   No outono de 1943, a Alemanha Nazista ocupou toda a Albânia depois que a Itália foi derrotada. Temendo represálias de forças maiores, o Balli Kombëtar fez um acordo com os alemães e formou um "governo neutro" em Tirana, que continuou a sua guerra com o LANÇ e os Partidários Jugoslavos.

### Albânia

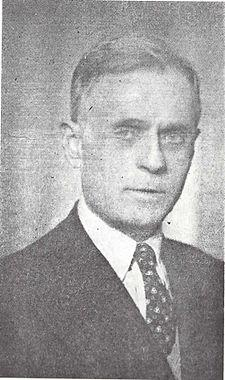
Midhat Frashëri era o líder do Balli Kombëtar.

Safet Butka, um nacionalista albanês de linha dura, tentou em vários momentos cooperar com a Frente de Libertação (LANÇ), dominada pelos comunistas. Em janeiro de 1943, no sul da Albânia, algumas unidades partidárias lutaram ao lado do Balli Kombëtar durante a Batalha de Gjorm, onde derrotaram as tropas italianas.  Em fevereiro de 1943, ele organizou uma reunião com representantes do LANÇ liderados pelos comunistas e um acordo de cooperação foi alcançado em março de 1943. Ele também fez outro acordo local em agosto de 1943 e foi um dos iniciadores e apoiadores do acordo de Mukje. O LANÇ, liderado pelos comunistas, exigiu que o Kosovo fosse cedido à Albânia após a guerra. O LANÇ reuniu-se com os balistas em agosto de 1943, concordando com o estabelecimento da Grande Albânia. O acordo, no entanto, durou pouco. O acordo foi denunciado pelos comunistas albaneses. No sul da Albânia, a rivalidade entre os comunistas e os Balli Kombëtar esquentou. Os comunistas repudiaram quase imediatamente o acordo de Mukaj e, temendo que os britânicos pudessem abrir uma segunda frente nos Balcãs e dar o seu apoio aos balistas, emitiram ordens para que o Balli Kombëtar fosse eliminado onde quer que fosse encontrado. Esses fatores contribuíram para que os membros do Balli Kombëtar formassem um forte ódio pelos comunistas.
Depois de formar o governo colaborador, os balistas pressionaram fortemente os comunistas.  Eles destruíram um grupo partidário comunista bastante grande a sudoeste de Tirana.   No outono de 1943, os balistas, auxiliados pelas forças alemãs, também estavam envolvidos em combates violentos contra a Frente de Libertação do Épiro do Norte, no sul da Albânia. Este grupo nacionalista grego foi destruído durante estes confrontos e eliminado como força de combate.
Com a Grande Aliança estabelecida, os alemães começaram a perder a guerra. Isto também afectou a situação na Albânia, uma vez que os alemães não podiam fornecer os balistas. Com a situação atual favorecendo os comunistas, os guerrilheiros iniciaram um ataque em grande escala ao Balli Kombëtar. Os oficiais de ligação britânicos na Albânia notaram que os comunistas estavam a utilizar as armas que receberam muito mais para combater os seus colegas albaneses do que para assediar os alemães. O Ocidente notou que os comunistas não poderiam ter vencido sem os suprimentos e armamentos dos britânicos, da América e da Iugoslávia, e que os LANÇ não tinham medo de assassinar seus próprios compatriotas.

### Kosovo e Vardar

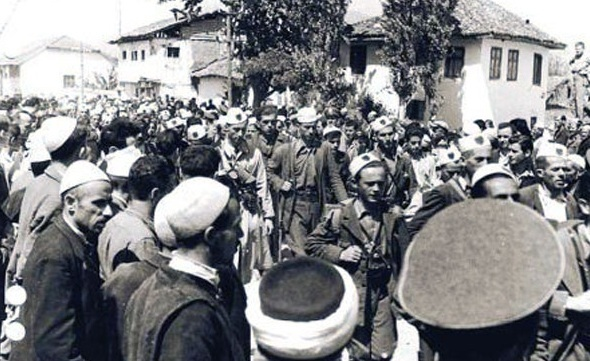
Forças balísticas entram em Prizren

Os balistas na região de Kosovo e Vardar ganharam destaque após a capitulação da Itália em setembro de 1943. Eles capturaram Struga e Debar dos italianos em 9 de setembro de 1943, levando grande parte do equipamento militar deixado para trás.  Após o estabelecimento do Reino da Albânia, os principais membros do Balli Kombetar do Kosovo envolveram-se na formação do novo governo. Em 6 de novembro de 1943, Berlim anunciou que os regentes e a assembleia haviam formado um governo liderado pelo albanês Kosovar Rexhep Mitrovica,  que se juntou ao movimento de resistência Balli Kombëtar em 1942 e passou grande parte do período italiano na prisão em Porto Romano, perto de Durrës . O gabinete de Mitrovica, a maioria dos quais tinha credenciais como nacionalistas, bem como alguma ligação alemã ou austríaca, incluía Xhafer Deva.  Deva, um importante balista também do Kosovo, foi nomeado Ministro do Interior no governo de Rexhep Mitrovica e colaborou com os alemães para se opor à propagação das forças comunistas no norte,  efetivamente dando-lhe o comando direto sobre o forças do novo governo.  Os combates no Kosovo assumiram uma base étnica e ideológica com as forças albanesas de Balli Kombetar lutando contra os guerrilheiros predominantemente sérvios.

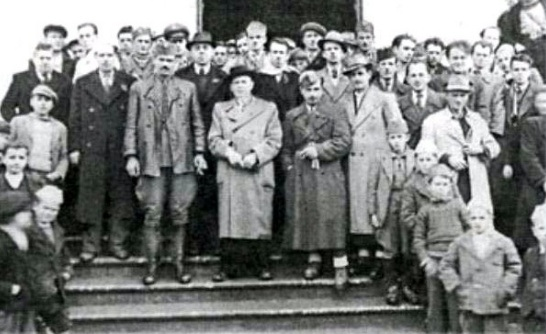
Convenção de Balistas em Tetovo 1944 (centro à esquerda Xhem Hasa)

Na Macedônia Vardar, quando fazia parte do estado independente da Albânia, as forças alemãs e balistas tiveram escaramuças ocasionais com guerrilheiros iugoslavos. Kicevo, que permaneceu nas mãos de unidades partidárias macedônias e albanesas após a capitulação da Itália,  foi atacado pelos balistas de Xhem Hasa no início de novembro de 1943. Após 7 dias de combates ferozes, os guerrilheiros foram derrotados e forçados a recuar da cidade. Fiqri Dine, Xhem Hasa e Hysni Dema, bem como três majores alemães, também dirigiram campanhas militares contra os guerrilheiros albaneses e iugoslavos. Quando Maqellarë, a meio caminho entre Debar e Peshkopi, foi recapturado pela Quinta Brigada Partidária, os alemães, com a ajuda das forças balistas de Xhem Hasa, lançaram um ataque de Debar, derrotando os guerrilheiros. Os principais centros dos Balli Kombëtar nestas regiões eram Kosovska Mitrovica, Drenica e Tetovo. Notou-se que os Balli Kombëtar nestas regiões eram mais agressivos do que os Balistas da Albânia.  Com a situação agora virada a seu favor, muitos balistas viram uma oportunidade de se vingarem dos seus vizinhos sérvios pelo sofrimento que suportaram nas duas décadas anteriores, queimando talvez até 30.000 casas pertencentes a sérvios e montenegrinos.  Os mais vulneráveis a estes ataques foram os sérvios que se estabeleceram no Kosovo no período entre guerras.

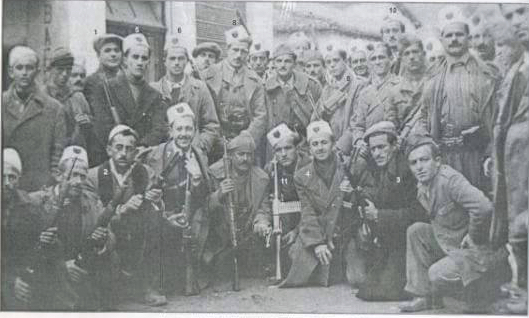
Balista em Debar.

Em outubro de 1944, quando o exército alemão começou a recuar através do Kosovo, eclodiram batalhas ferozes entre os alemães e os guerrilheiros. Depois de os alemães terem sido expulsos, Tito ordenou a recolha de armas no Kosovo e a prisão de albaneses proeminentes. A ordem não foi bem recebida e, combinada com as paixões sentidas pelo Kosovo, inflamou uma insurreição. Em 2 de dezembro de 1944, albaneses anticomunistas da região de Drenica atacaram o complexo mineiro de Trepca e outros alvos. Numerando no máximo 2.000 homens, estes anticomunistas conseguiram conter uma força partidária de 30.000 soldados durante dois meses. Da mesma forma em Kičevo, Gostivar e Tetovo, os balistas restantes tentaram permanecer no controle da região depois que os guerrilheiros iugoslavos anunciaram a vitória. Agora, "uma revolta armada de enormes proporções" eclodiu no Kosovo liderada pelo Balli Kombëtar (que ainda tinha cerca de 9.000 homens armados na altura), que pretendia resistir à incorporação do Kosovo na Jugoslávia comunista. Foi apenas em Julho de 1945 que os Partidários Jugoslavos conseguiram reprimir a revolta e estabelecer o seu controlo sobre o Kosovo.

### Região de Montenegro e Sandžak
Partes de Montenegro e Sandžak foram anexadas à Albânia em 1941. As cidades incluíam Bijelo Polje, Tutin, Plav, Gusinje, Rozaje e Ulcinj. Alguns dos muçulmanos iugoslavos que viviam nessas regiões ficaram do lado dos albaneses. Acif Hadziahmetovic, ex-prefeito de Novi Pazar e membro do partido de Nexhip Draga, e as forças balistas sob o comando de Shaban Polluzha repeliram com sucesso as forças partidárias combinadas Chetnik-Iugoslavas de Novi Pazar e esmagaram seu reduto em Banja. Novi Pazar permaneceu sob o controle de Acif Hadziahmetovic, membro do movimento nacionalista Balli Kombëtar, até dezembro de 1944. Durante este tempo, a região entre Ballist, Novi Pazar, e Chetnik, controlada por Raška, testemunhou combates constantes entre os albaneses, muçulmanos iugoslavos e sérvios no vale estreito que separa as duas cidades.

### Grécia
Balli Kombëtar também atuou no noroeste da Grécia, em particular numa região referida pelos albaneses como Chameria. A administração da prefeitura de Thesprotia foi entregue aos albaneses, embora esta região não tenha sido oficialmente anexada ao reino albanês. A "Balli Kombëtar Çam" (Frente Nacional Cham), fundada em 1943 por Nuri Dino, recebeu total apoio alemão, uma vez que estavam dispostos a lutar contra os guerrilheiros comunistas albaneses e gregos. Estas unidades foram utilizadas em operações antipartidárias na Grécia com o codinome Augustus . Quando a Operação Augustus terminou, um número maior de Chams foi recrutado para apoio armado. O seu apoio foi apreciado pelos alemães: o tenente-coronel Josef Remold observou que “com o seu conhecimento da área circundante, provaram o seu valor nas missões de reconhecimento”. Em diversas ocasiões, essas missões de reconhecimento envolveram unidades EDES em combate. Em 27 de setembro (1943), as forças combinadas alemãs e Cham lançaram operações em grande escala nas aldeias ao norte da Paramítia: Eleftherochori, Seliani, Semelika, Aghios Nikolaos. Nesta operação o contingente Cham contava com 150 homens e, segundo o major alemão Stöckert, "teve um desempenho muito bom".

## Atrocidades
Sob a ideia de criar uma Grande Albânia racialmente pura, o Balli Kombëtar promulgou campanhas de terror contra civis sérvios no Kosovo e no Montenegro.   Após a fundação da Segunda Liga de Prizren, o Balli Kombëtar combinado com a divisão SS Skanderbeg massacrou milhares de sérvios e expulsou entre 10.000 e 100.000 colonos sérvios da região.    Em outubro de 1943, durante uma ofensiva alemã em grande escala no sul da Albânia, o Balli Kombëtar em conjunto com as tropas alemãs atacou aldeias gregas e cometeu inúmeras atrocidades, incluindo queimar aldeias e executar civis. 

## Renascimento
O Balli Kombëtar foi revivido na Albânia como partido político no início da década de 1990. Fundado sob a liderança de Abas Ermenji, um balista sobrevivente, que escapou da Albânia quando os comunistas declararam vitória em 1945. Em 1996, obteve 5% dos votos populares e dois assentos no parlamento. Desde então, diminuiu. Nas eleições de 2001 fez parte da coligação União para a Vitória (Bashkimi për Fitoren) que recebeu 37,1% dos votos e 46 membros do parlamento.
A Frente Nacional tem filiais no Kosovo, liderado por Sylejman Daka, e na Macedônia do Norte, liderado por Vebi Xhemaili.

## Programa
Midhat Frashëri acreditava que as províncias albanesas sob o Império Otomano foram injustamente divididas durante a Primeira Guerra Mundial entre a Iugoslávia e a Grécia. Após a Segunda Guerra Mundial, Midhat Frashëri começou a defender uma Grande Albânia. Quando Midhat Frashëri formou o Balli Kombëtar, baseou-se em suas ideias nacionalistas e nas antigas ideologias de Abdyl Frashëri, Ymer Prizreni e Isa Boletini. As obras de Franz Nopcsa, Johann Georg von Hahn e Milan Šufflay ajudaram a fortalecer a causa dos nacionalistas. O Balli Kombëtar acreditava que os albaneses eram "arianos de herança ilírica". Isso ajudou a obter o apoio dos nazistas. O partido tinha também uma forte ala socialista agrária, que ganhou a liderança do partido após a guerra com o seu líder Abaz Ermenji, e também Zef Pali, Halil Maçi e Vasil Andoni.
Os objetivos originais de Balli Kombëtar foram estabelecidos em 1942 no seguinte programa de dez pontos, também conhecido como "Decálogo"
| “ | O Decálogo afirma: 1. Lutamos pela bandeira vermelha e preta, pela defesa dos direitos do povo albanês 2. Lutamos por uma Albânia democrática, étnica e livre, com uma sociedade moderna 3. Estamos a lutar por uma Albânia em que a liberdade de expressão e de pensamento prevaleça 4. Lutamos por uma Albânia com um equilíbrio económico e social adequado, para que não haja mais exploradores e explorados, ou seja, para que ninguém viva à custa dos seus semelhantes, para que não haja agricultores sem terra suficiente para viver, para que não haja trabalhadores de colarinho branco e azul sem habitação e segurança, ou seja, estamos a lutar por uma Albânia estável com um sistema económico completamente reformado, de acordo com os desejos e necessidades do povo albanês 5. Estamos a lutar por uma Albânia em que os talentos reprimidos de todas as camadas da população venham à luz, sejam apoiados e floresçam com a ajuda da escolaridade albanesa. 6. We are fighting for an Albania in which all positive contributions will be properly appreciated, independent of age, region or faith 7. We are fighting to create an Albania run by people who have not been compromised, by Albanians who have done their utmost at every time and under all conditions for the salvation and welfare of their country, by competent and honest working men 8. Lutamos por uma Albânia que, de forma rigorosa e exemplar, punirá todos os antipatriotas, traidores, lacaios, desordeiros, especuladores e espiões; por uma Albânia onde não haverá lugar para hipócritas, bajuladores, opressores feudais e qualquer pessoa que impeça o desenvolvimento e o progresso do nosso país renascente 9. Estamos a lutar para harmonizar e unir as energias criativas da nação, para criar uma união intelectual e espiritual de todos os albaneses 10. Estamos a lutar para mobilizar todas as forças vitais da nação contra os ocupantes, a fim de concretizar os ideais de Balli Kombëtar | ” |

## Consequências
Após o fim da Segunda Guerra Mundial, o Balli Kombëtar foi derrotado pelos comunistas iugoslavos e albaneses. Os balistas ficaram tão desacreditados pela sua colaboração com os nazis que não havia qualquer possibilidade de terem um papel na Albânia do pós-guerra, embora tenha demorado até 1945 para acabar com eles. Ironicamente, a decisão dos balistas de trabalhar com os nazis resultou na única coisa que eles procuravam evitar – um governo dominado pelos comunistas. Os combatentes Balli Kombëtar fugiram dos Bálcãs para a Áustria, Estados Unidos, Austrália, Suíça e América do Sul  Os que não escaparam foram executados. Uma organização foi criada no exílio.
Muitos balistas que conseguiram escapar da Albânia criaram posteriormente o Comité da Albânia Livre, apoiado pela CIA, com o objectivo de organizar a diáspora albanesa para derrubar o regime comunista de Enver Hoxha na Albânia. A partir de 1949, combatentes albaneses treinados por britânicos e americanos (compostos por homens de Balli Kombëtar e do movimento monarquista, conhecido como Legaliteti) foram lançados de pára-quedas na Albânia com o objetivo de organizar uma revolta popular contra Hoxha, marcando o início da Subversão Albanesa. A operação falhou, em grande parte graças ao infame agente duplo Kim Philby, que vazou detalhes cruciais do plano para as autoridades comunistas que, consequentemente, foram capazes de interceptar muitos dos combatentes na chegada. A subversão custou a vida a pelo menos 300 homens e durante muito tempo foi um dos segredos mais cuidadosamente escondidos da Guerra Fria.
Em 1950, o Balli Kombëtar (no exílio) foi dividido em duas alas, uma Agrária chefiada por Abas Ermenji, e outra chefiada por Ali Këlcyra.

## Legado
Tetovo já foi a maior base Balli Kombëtar na Albânia e ainda tem fortes laços com o nome. O clube de futebol FK Shkëndija com sede em Tetovo, tem uma grande empresa de apoio chamada Ballistët. Eles são conhecidos na mídia da Macedônia do Norte pelo uso de uma retórica nacionalista linha-dura em jogos de futebol. O líder balista mais notável na Macedônia foi Xhem Hasa de Gostivar. Uma estátua dele foi erguida em Simnica, ao sul de Gostivar, pelos albaneses locais.
Prof. Asc. Enver Bytyci afirma que a razão para os albaneses aderirem às potências do Eixo não foi a ideologia racista e fascista, mas sim para escapar à brutalidade das décadas anteriores de domínio sérvio.